# Jánosi Boldizsár
Jánosi Boldizsár (Veszprém, 1846. január 6. – ?, 1919. december 19.) főgimnáziumi tanár, író. Jánosi Gusztáv testvéröccse.

## Életútja
Jánosi József városi polgár és Kiss Mária fia. Az algimnáziumot szülővárosában, az V. és VI. osztályt Székesfehérvárt végezte. 1864-ben a cisztercita rendbe lépett és egy évi novíciátus után a VII. és VIII. osztályt Egerben végezte. Mint teológus egy évet Zircen töltött; de hosszas betegeskedése miatt kénytelen volt a rendből kilépni. Egyetemi tanulmányai után az akkor felállított tanárképzőnek egy évig ösztöndíjas tagja volt; 1871-72-ben nyert tanári oklevelet a görög és latin nyelvből és a minisztérium Bajára nevezte ki rendes tanárnak, ahonnét 1882-ben Újvidékre, innét pedig 1895-ben a budapesti VII. kerületi főgimnáziumhoz került.
Szaktudományába vágó s gazdasági cikkeket írt a lapokba s folyóiratokba. Homer Iliásának VI. éneke (az Ujvidéki kir. kath. magyar főgymnasium 1891. Értesítőjében.)

## Munkái
- Jegyzetek C. Sallustius Crispus és Jugurtha czímű műveihez. Budapest, 1882 (Görög és római remekírók iskolai könyvtára)
- Marcus Tullius Cicero válogatott levelei. Magyarázta. Budapest, 1885 (Görög és római remekírók iskolai könyvtára)
- Marcus Tullius Cicero Orationes Philippicae. I., II. és XIV. Magyarázta. Budapest, 1889 (Jeles Írók Iskolai Tára 23.)